# Валев, Валентин Цаневич
Валентин Цаневич Валев (25 августа [7 сентября] 1901, Килифарево, Великотырновская область — 8 марта 1951, Москва) — советский скульптор болгарского происхождения.

## Биография

Надгробие Мити Димитрова

Валентин Валев родился 25 августа (7 сентября) 1901 года в болгарском селе Килифарево в крестьянской семье. В 1919—1923 годах учился в Художественной академии в Софии. В юности увлёкся революционной деятельностью. В 1919 году вступил в Болгарскую коммунистическую партию. Спасаясь от преследования после подавления Сентябрьского восстания, в 1924 году эмигрировал в СССР и обосновался в Москве. В 1925 году вступил в ВКП(б).
В 1926—1930 годах учился во Вхутеине в Москве, дипломная работа — «Сентябрьское вооружённое восстание» (гипс тонированный). Был активным членом ОМАХР (1926—1929) и АХР (1929—1932). С 1931 года принимал участие в художественных выставках.
Валентин Валев проявил себя как художник-реалист. В довоенный период основным мотивом в его творчестве был образ советского рабочего. Скульптор много ездил по стране, посещая шахты, рудники и заводы. Им были выполнены скульптуры «Голова рабочего» (1926), «Литейщик» (1927), «Шахтёр» (1933), «Прокатчик» (1934), «Мартеновец» (1937), барельеф «Индустрия социалистического строительства», композиции «Металл готов!» (1937), «Ударничество», «Производственники» и другие. В 1931 году участвовал в скульптурном оформлении Аллеи ударников в Центральном парке культуры и отдыха им. М. Горького, для которой выполнил портретные бюсты. Ряд его скульптур посвящены теме спорта: «Баскетбол» (бетон, 1932), «Волейболистка» (бетон, 1935, стадион «Электрик»), «Старт» (бетон, 1940).
Как отмечает Большая советская энциклопедия, довоенные работы Валева несколько однообразны по содержанию и порой схематичны. Работы же периода Великой Отечественной войны отличаются «эмоциональностью, пластической выразительностью образов, ясностью скульптурной формы». Среди них «Разведчик» (1942—1943), «К партизанам» (1944), «Сталинградский боец» (1943), «Клятва партизана» (1946) «Юные патриоты» (1947), «Партизанка» (1941—1943), «За Родину» (1941—1943), «В атаке» (1941—1943), «Танкисты» (1941—1943). Выполнил портреты Героев Советского Союза Б. Ф. Сафонова (гипс тонированный, 1941), Г. М. Шемякина (гипс тонированный, 1943), Н. Я. Ананьева, Н. Е. Добробабина, Г. Е. Конкина.
Гипсовый бюст М. И. Калинина, выполненный Валентином Валевым в 1938 году, находится в собрании Пермской государственной художественной галереи. В 1946 году он выполнил мраморный бюст Г. М. Димитрова, который был отправлен в Болгарию. Он автор более 20 скульптурных портретов И. В. Сталина. Среди монументальных произведений Валентина Валева памятник В. И. Ленину в Шатуре (1937) и надгробие Мити Димитрова на Новодевичьем кладбище (мрамор, 1944).
Умер в Москве 8 марта 1951 года. Персональные выставки произведений Валентина Валева проходили в 1952 году в Москве и в 1958 году в Софии.